# Cuartel Quinta Sección el Puente
Cuartel Quinta Sección el Puente är ett samhälle i Mexiko, tillhörande kommunen Atlacomulco i den nordvästra delen av delstaten Mexiko, i den centrala delen av landet. Orten hade 415 invånare vid folkräkningen 2010.